# Škoda TV – 14Tr
Škoda TV – 14Tr je trolejbusová souprava tvořená dvěma spřaženými vozy Škoda 14Tr, která byla v první polovině 80. let 20. století vyvíjena v podniku Škoda Ostrov. Tento trolejbusový vlak byl v roce 1985 vyroben v jediném prototypu, který podstoupil část zkoušek. Projekt byl ale v roce 1987 ukončen.

## Historie
V Sovětském svazu byly od 60. let 20. století pro pokrytí zvyšujících se počtů cestujících provozovány tzv. scepky (z ruského сцепка, souprava nebo spojení), velkokapacitní trolejbusové soupravy dvou spřažených vozů, které byly ovládány řidičem předního vozidla. V roce 1968 byly v Kyjevě takto spřaženy i první dva trolejbusy Škoda 9Tr a následně po celém SSSR vzniklo v průběhu let přibližně 500 souprav vozů 9Tr. Návrh Škody Ostrov pod označením 12Tr nebyl továrně realizován, úpravy běžných trolejbusů 9Tr a jejich spřahování do souprav si prováděli sovětští dopravci sami. Vzhledem k nevyhovujícímu stávajícímu technickému řešení souprav 2× 9Tr požádal v roce 1979 kyjevský dopravní podnik Škodu Ostrov o vývoj nového typu scepky. Škoda Ostrov tento projekt tedy postupně začala zpracovávat s využitím nového modelu trolejbusu Škoda 14Tr, u něhož byla chystána sériová výroba. V roce 1980 se diskutovalo o využití trolejbusového vlaku i v československých trolejbusových provozech. Většinou na toto téma zazněly odmítavé názory preferující kloubová vozidla (článkový typ 15Tr byl ve Škodě připravován), ale například Dopravný podnik hlavného mesta Bratislava uvedl, že některé z jeho chystaných trolejbusových tratí by bylo možné pro provoz spřažených dvojic využít. Závěr z listopadu 1980 byl nicméně jasný, projekt trolejbusových souprav (název se postupně ustálil na označení „trolejbusový vlak Škoda TV – 14Tr“) měl být určen pouze pro zahraniční odběratele.
Podle záměru z února 1981 měly být do března 1983 vyrobeny dvě prototypové soupravy trolejbusového vlaku, které se měly podrobit zkouškám, a od začátku roku 1984 měla být zahájena sériová výroba těchto souprav. Nastala však různá zdržení, termíny byly posunuty a počet prototypů snížen na jeden vlak, který měl být dokončen v listopadu 1985. Další zdržení nastalo kvůli elektrické výzbroji soupravy. Ta byla původně navržena Elektrotechnickou továrnou v Plzni-Doudlevcích (ETD; součást koncernu Škoda). Komponenty již byly vyrobeny a připravovaly se na zástavbu do vozidel, vedení Škody Ostrov ale v listopadu 1985 rozhodlo, že místo této specifické výzbroje bude použita upravená výzbroj pro článkové trolejbusy 15Tr.
Prototypový vlak skládající se ze dvou upravených vozů 14Tr byl dokončen v lednu 1986. Následovaly nejrůznější zkoušky, jak přímo v závodě Škody Ostrov, tak na zkušební trati do Jáchymova i přímo na ostrovském náměstí (zde proběhly s přívěsným dieselagregátem testy půdorysných nároků a obrysových poloměrů). Ve dnech 23. a 24. června 1986 byla spřažená souprava zkoušena bez cestujících v trolejbusové síti v Hradci Králové. Poté se vrátila zpět do Škody Ostrov, kde následovaly další testy. Na podzim byl trolejbusový vlak přepraven do Kyjeva, kde byly vozy označeny čísly P-01 a P-02 (rusky П-01 a П-02). Zdejší zkoušky byly zahájeny 14. října, proběhly pouze v areálu vozovny č. 2. Souprava TV – 14Tr měla být testována i na kyjevských trolejbusových tratích, výjezd vlaku ale nebyl ze strany dopravní milice GAI, orgánu ministerstva vnitra, povolen, oficiálně kvůli délce celé soupravy (byla však pouze o 89 cm delší než tamní běžně provozované soupravy 2× 9Tr) a kvůli vybočování druhého vozu při zatáčení (vyzkoušené hodnoty ale byly srovnatelné nebo i lepší ve srovnání se scepkami v Kyjevě). Přesto se souprava do kyjevských ulic v prosinci bez povolení několikrát vydala, zkoušky však byly 14. prosince 1986 předčasně ukončeny. V té době již kyjevský dopravní podnik nakupoval rumunské článkové trolejbusy DAC a o projekt trolejbusového vlaku přestal mít zájem. Vozy P-01 a P-02, odstavené od prosince 1986 ve vozovně, byly v září 1987 přepraveny zpět do Československa. Během všech zkoušek najezdila souprava 1128 km bez jakékoliv vážnější závady.
V roce 1987 projektanti přemýšleli o možném využití scepek pro uvažovanou meziměstskou trať z Českých Budějovic k připravované jaderné elektrárně Temelín a do Týna nad Vltavou, její realizace ale byla již v roce 1985 pozastavena. Vývoj trolejbusového vlaku TV – 14Tr byl na konci roku 1987 definitivně ukončen. Oba vyrobené vozy z prototypové soupravy (nebo jejich části) měly posloužit pro stavbu prototypů trolejbusů 16Tr (modernizovaná verze 14Tr) a 14Tr-S (o tomto projektu nejsou žádné podrobnosti známé), k tomu však nedošlo. Zůstaly odstaveny ve výrobním závodě Škody Ostrov, až byly nakonec v roce 1989 odprodány Dopravnímu podniku města Hradce Králové, jenž je rozebral a využil na náhradní díly.

## Konstrukce
Trolejbusový vlak TV – 14Tr byl složen ze dvou upravených dvounápravových třídveřových trolejbusů Škoda 14Tr, které ovládal řidič předního vozidla. Při jízdě soupravy byly využívány pouze sběrače zadního vozu. V případě nutnosti mohla být souprava rozpojena a první trolejbus mohl být využitý jako sólo vůz, zadní trolejbus však samostatně disponoval pouze omezenou možností nouzového pojezdu. Využita byla modifikovaná elektrická výzbroj z kloubového modelu 15Tr, rozdíly oproti ní spočívaly např. v odlišném řešení brzdění soupravy, ve vedení kabeláže a ovládání pomocných obvodů. I výbava obou vozidel v soupravě se navzájem v elektrické části částečně lišila, u zadního vozu také chyběly další doplňky, jako byly stěrače, ostřikovač, posilovač řízení, topení v kabině řidiče, aj. Oba trolejbusy byly vybaveny sériovým trakčním motorem Škoda 6 Al 2943 rN o výkonu 100 kW s tyristorovou pulzní regulací. Vozidla byla spojena ojí upevněnou na předním voze k levému sloupku řízení, propojeny také byly kabely pro napětí 600 V a 24 V a kabely pro vedení vzduchu. Celková délka soupravy činila 24 148 mm, hmotnost vlaku 21 700 kg (přední vůz 11 100 kg, zadní vůz 10 600 kg), kapacita scepky potom maximálně 160 cestujících (2×80).
Původně navrhovaná elektrická výzbroj z ETD měla umožňovat i částečnou rekuperaci elektrické energie při elektrickém brzdění a měla mít také možnost omezeného nezávislého pojezdu při napájení z akumulátorové baterie. Kvůli technickým problémům i kvůli nulové unifikaci s výzbrojí trolejbusů 14Tr a 15Tr ale byla odmítnuta.